# アダムズ島 (ニュージーランド)
アダムズ島（英語: Adams Island）は太平洋南部オークランド諸島の一島。オークランド諸島内の南端に位置しており、本島であるオークランド島とはアダムズ海峡で隔てられている。
面積はおおよそ100km2であり、オークランド島よりも山岳が高く、ディック山では705mに達する。この海峡は大きな死火山の火口の名残であり、オークランド島南部とアダムス島は火口縁の部分から形成されている。
オークランド諸島の多くの島と同じくバードライフ・インターナショナルによって重要野鳥生息地に指定されている。

## 註
1. 1 2  70south site
2. ↑  BirdLife International. (2012). Important Bird Areas factsheet: Auckland Islands. Downloaded from http://www.birdlife.org on 2012-01-23.